# Хартманн, Феликс фон
Феликс фон Хартманн (нем. Felix von Hartmann; 15 декабря 1851, Мюнстер, провинция Вестфалия, Королевство Пруссия — 11 ноября 1919, Кёльн, Веймарская республика) — немецкий кардинал. Епископ Мюнстера с 9 июня 1911 по 29 октября 1912. Архиепископ Кёльна с 29 октября 1912 по 11 ноября 1919. Кардинал-священник с 25 мая 1914, с титулом церкви Сан-Джованни-а-Порта-Латина с 28 мая 1914.

## Источник
- Информация  (англ.)